# Auber (stanice RER v Paříži)
Auber je podzemní nádraží příměstské železnice RER v Paříži, které se nachází v 9. obvodu pod ulicí Rue Auber. Slouží pro linku RER A. Systémem podzemních tunelů je propojeno se stanicemi Havre – Caumartin a Opéra, kde je možné přestoupit na linky pařížského metra, dále nepřímo se stanicí Haussmann – Saint-Lazare linky RER E a s nádražím Saint-Lazare, odkud vyjíždějí linky Transilien. V roce 2005 činil počet denních pasažárů 15 000-50 000 a vlaků 500-1000.

## Historie
Výstavba nádraží, jehož architektem je André Wogenscky, byla zahájen v roce 1968 a k otevření došlo 23. listopadu 1971. Název stanice získala podle ulice Rue Auber, pod kterou se nachází. Daniel Auber (1782-1871) byl francouzský hudební skladatel.
V roce 2009 v období od 10. listopadu do 8. prosince probíhalo ve stanici společností Airparif měření kvality vzduchu. Cílem studie je lépe zjistit kvalitu ovzduší v prostorech železničních stanic provozovaných RATP a vliv dopravy na kvalitu ovzduší. První kampaň tohoto typu proběhla v roce 2008 na stanici metra Faidherbe – Chaligny.

## Přestupy
Když byla v roce 1999 otevřena stanice Haussmann – Saint-Lazare na lince RER E, vznikl nejrozsáhlejší dopravní přestupní uzel v Paříži. Podzemní labyrint chodeb propojuje vzájemně několik stanic metra a RER. Stanice Auber je přímo spojená se stanicemi Opéra (linky 3, 7 a 8) a Havre – Caumartin (linky 3 a 9), přes ni je dále možné projít na stanici Haussmann – Saint-Lazare (RER E) a Saint-Lazare (linky 3, 12, 13 a 14) včetně nádraží Saint-Lazare (linky Transilien) a odtud ještě na stanici Saint-Augustin (linka 9).

## Vstupy
- Boulevard Haussmann po obou stranách ulice
- Rue des Mathurins
- Rue Auber